# Chiesa di San Bartolomeo Apostolo (Borghetto Lodigiano)
La chiesa di San Bartolomeo Apostolo è la parrocchiale di Borghetto Lodigiano, in provincia e diocesi di Lodi; fa parte del vicariato di Sant'Angelo Lodigiano.

## Storia
La prima citazione di una cappella dedicata a san Bartolomeo risale al 1261 ed è contenuta in un elenco grazie al quale si conosce che essa era filiale della pieve di Sant'Ambrogio.
Nel XV secolo, con il progressivo abbandono dell'antica pieve, questa chiese crebbe d'importanza, tanto da venir riedificata grazie all'interessamento della famiglia Rho.
Dalla Descriptio del 1619 s'apprende che la parrocchiale di San Bartolomeo, inserita nel vicariato di San Colombano e avente come filiali gli oratori di Ognissanti, della Natività di Santa Maria, di Sant'Ambrogio e di San Rocco, era sede delle confraternite del Santissimo Sacramento e della Dottrina Cristiana e che il numero dei fedeli era pari a 3600.
Il vicariato borghettino, eretto sempre nel XVII secolo, nel 1690 risultava comprendere, oltre alla capopieve, anche le parrocchie di Brembio, Orio Litta, San Colombano al Lambro, Camporinaldo, Livraga, Miradolo, Graffignana e Ospedaletto Lodigiano.
Nel 1830 iniziarono i lavori di rifacimento della parrocchiale secondo il disegno dall'ingegnere Mompalao, poi portati a termine nel 1836; il rimaneggiamento della facciata, progettato da Giuseppe Pestagalli, venne invece condotto negli anni immediatamente successivi.
Se nel 1910 la chiesa risultava ancora sede del vicariato, nel 1989 è invece attestata tra quelle inserite nel vicariato di Sant'Angelo.

## Descrizione

### Esterno
La facciata a salienti della chiesa, rivolta a mezzogiorno e scandita da paraste corinzie, è suddivisa verticalmente in tre parti: la centrale presenta il portale maggiore e una lunetta con un dipinto raffigurante una scena sacra ed è coronata dal frontone triangolare dentellato, mentre le laterali sono caratterizzate dagli ingressi secondari e da due finestre semicircolari e concluse da semitimpani.
Annesso alla parrocchiale è il campanile a pianta quadrata, abbellito da cornici; la cella presenta una monofora per lato ed è coronato dalla guglia poggiante sul tamburo a base ottagonale.

### Interno
L'interno dell'edificio è suddiviso da pilastri sorreggenti archi a tutto sesto in tre navate voltate a crociera, di cui le laterali concluse da due vani, uno dei quali è adibito a cappella; al termine dell'aula di sviluppa il presbiterio, a sua volta chiuso dall'abside, coperta da una semicupola ad ombrello.